# Arturo Prado
Arturo José Prado Puga (13 de octubre de 1955) es un abogado, profesor y juez chileno. Es uno de los ministros de la Corte Suprema de Justicia que provienen de fuera del ámbito judicial, conforme la reforma a la Constitución de Chile de 1997.

## Primeros años de vida
Es hijo del segundo matrimonio del político liberal Ignacio Prado Benítez y de Lucy Puga Domínguez. Realizó sus estudios secundarios en el colegio The Grange School de la capital chilena, para ingresar en 1975 a estudiar en la Facultad de Derecho de la Universidad de Chile. Su tesis de grado se tituló “Vinculaciones prediales y leyes de extravinculación”. Se tituló de abogado el 23 de abril de 1982.
A fines de 1983, prosiguió sus estudios en la Universidad de Navarra, Pamplona en la que se doctoró en Derecho el año 1988 con la tesis “El factor notorio: el problema del contenido y límites del poder (exégesis del artículo 286 del Código de comercio)”.

## Vida pública
Continuó ligado con su casa de estudios, de origen donde se desempeña  ininterrumpidamente, desde el año 1983, como profesor titular  de Derecho Comercial  Desempeñó labores en el mundo bancario por más de 44 años, trabajando  como abogadoen el Banco BCI, donde llegó a desempeñar como gerente del área legal. Entre los años 2011 a 2017 se desempeñó como abogado integrante de la Corte de la Corte Suprema.
El 5 de abril de 2017, la presidenta Michelle Bachelet propuso al Senado de Chile la aprobación de su nombre para proveer la vacante dejada por la jubilación del ministro Pedro Pierry. Este cupo corresponde a uno de los cinco de los veintiún ministros de ese Tribunal que deben ser ajenos del Poder Judicial de Chile. El 18 de abril de 2017 la Cámara Alta aprobó su designación por 38 votos a favor, la abstención del senador Moreira y el voto en contra del senador Alejandro Navarro. El 17 de julio de ese año prestó el juramento de rigor ante la Corte, asumiendo sus funciones desde esa data.
Su llegada al máximo tribunal chileno fue vista con suspicacias desde algunos sectores, toda vez que se le estimaba cercano al mundo empresarial. También ha sido conocido públicamente por emitir opiniones en relación con la aplicación del estado de excepción constitucional en la denominada Macrozona Sur del conflicto mapuche.